# Catocala tschiliensis
Catocala tschiliensis là một loài bướm đêm trong họ Erebidae.